# Kermit Maynard
Kermit Maynard (Vevay, 20 settembre 1897 – North Hollywood, 16 gennaio 1971) è stato un attore statunitense.
Era il fratello di Ken Maynard. Ha preso parte ad oltre 350 tra film e produzioni televisive dagli anni '20 agli anni '60; tuttavia in molti di questi lavori non fu accreditato.

## Filmografia parziale

### Cinema
- The Phantom of the West, regia di D. Ross Lederman (1931)
- The Night Riders, regia di George Sherman (1939)
- Terra selvaggia (Billy the Kid), regia di David Miller (1941)
- Perils of the Royal Mounted, regia di James W. Horne (1942)
- Ciclone del West (Western Cyclone), regia di Sam Newfield (1943)
- Beyond the Last Frontier, regia di Howard Bretherton (1943)
- Tarzan contro Tarzan (The Drifter), regia di Sam Newfield (1944)
- Sei pistole sparano (Gunsmoke Mesa), regia di Harry L. Fraser (1944)
- I lancieri del deserto (Massacre River), regia di John Rawlins (1949)
- Fort Dodge Stampede, regia di Harry Keller (1951)
- Hellgate - Il grande inferno (Hellgate), regia di Charles Marquis Warren (1952)
- Gunfighters of the Northwest, regia di Spencer Gordon Bennet (1954)
- Blazing the Overland Trail, regia di Spencer Gordon Bennet (1956)
- Girls in Prison, regia di Edward L. Cahn (1956)
- Due toroni tra i cowboys (Once Upon a Horse...), regia di Hal Kanter (1958)
- Una corda per il pistolero (Noose for a Gunman), regia di Edward L. Cahn (1960)

### Televisione
- Frida (My Friend Flicka) – serie TV, episodi 1x07-1x08 (1955)
- Sugarfoot – serie TV, 6 episodi (1957-1958)
- Maverick – serie TV, 8 episodi (1957-1959)
- The Restless Gun – serie TV, episodi 1x27-2x22-2x23 (1958-1959)
- Cimarron City – serie TV, episodio 1x21 (1959)
- Outlaws – serie TV, episodi 2x17-2x20 (1962)